# K4 (Wien)

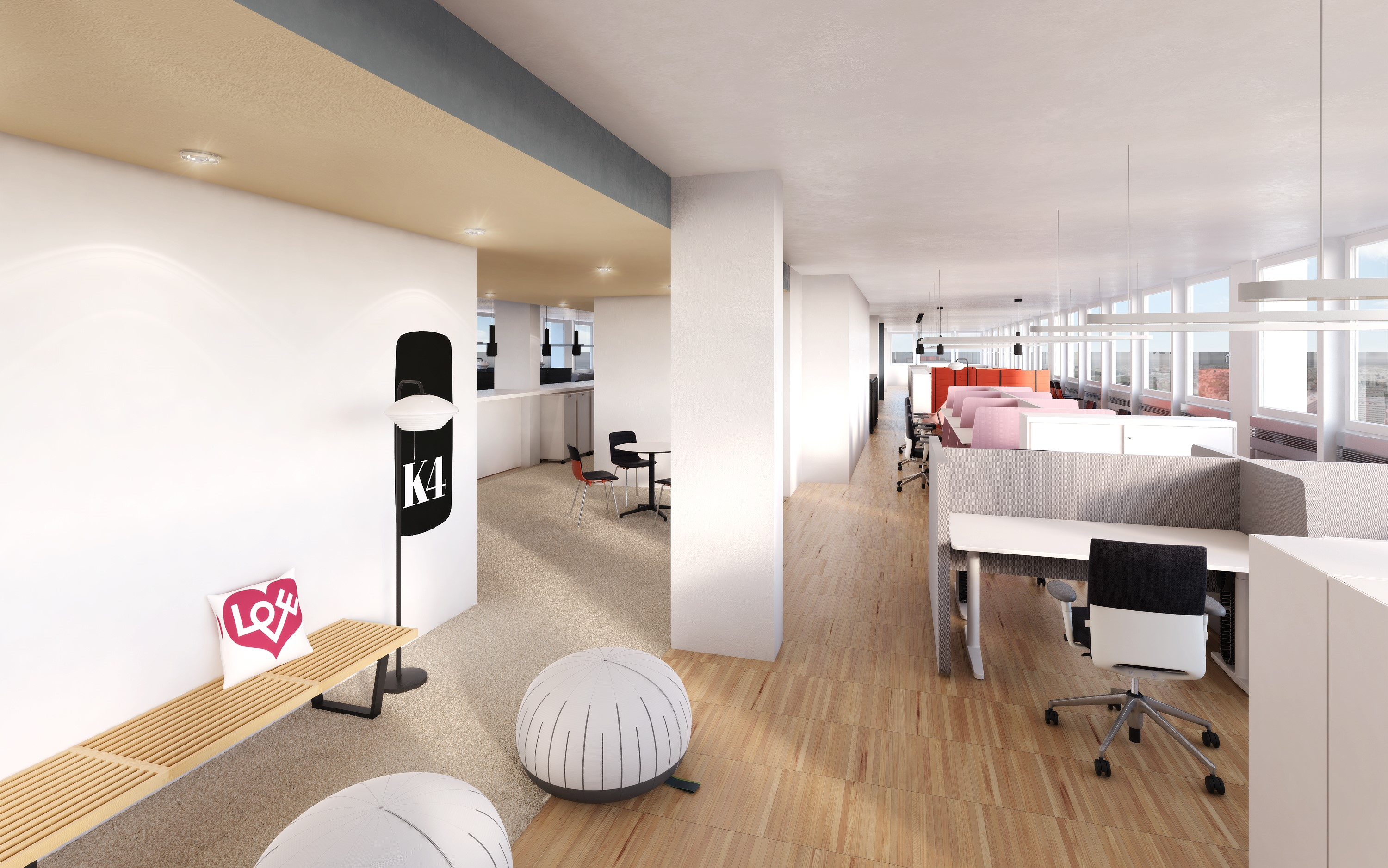
Büro

Das Bürogebäude K4, vormals bekannt als Generali Tower, ist ein Bürogebäude in der Kratochwjlestraße 4 im 22. Wiener Gemeindebezirk. Es befindet sich im neuen Stadtteil Donau City, in unmittelbarer Nähe des Vienna International Center, zwischen der Donauplatte und dem Naherholungsgebiet Alte Donau.

## Geschichte
Das Gebäude ist ein so genanntes Backoffice-Building und wurde in den Jahren 1997 bis 1998 in traditioneller Stahlbetonausführung errichtet. Die Fassade und die Lobby sowie die Bürostruktur wurde von der Firma Burghardt ZT GesmbH neu gestaltet.

## Architektur
Das K4 hat eine Gesamtfläche von rund 27.000 m² und erstreckt sich über 19 oberirdische Geschoße und vier Untergeschoße. Das erste Untergeschoß wird dabei als öffentliche Tiefgarage (148 Stellplätze) genutzt und verbindet das Gebäude mit dem benachbarten IZD Tower sowie dem NH Hotel.
Das 1998 fertiggestellte Gebäude verfügt über eine hochwertige und zeitgemäße Ausstattung und ist zum Großteil langfristig an die Generali Versicherungen Österreich Gruppe vermietet.

## Belege
1. ↑  Kratochwjlestraße im Wien Geschichte Wiki der Stadt Wien
2. ↑  Burghardt ZT GesmbH. Abgerufen am 10. April 2017.